# Sein großer Sieg
Sein großer Sieg ist ein DDR-Kinofilm der DEFA von 1952. Erzählt wird die Geschichte des Mechanikers und Radsportlers Hans Nettermann in dem geteilten Berlin der frühen 1950er Jahre.

## Handlung
In Ost-Berlin arbeitet Hans Nettermann als Konstrukteur in der Fahrradfabrik „Komet“. In der Betriebssportgemeinschaft ist er Favorit der Straßenfahrer. Sein Traum ist es, einmal Steherrennen zu fahren. Als er die Chance bekommt, das Hobby zu seinem Beruf zu machen, lässt er sich überreden, nach West-Berlin zu gehen. Hans hat zwar sportliche Erfolge, ist aber von den kriminellen Machenschaften im dortigen Berufssport enttäuscht. So schafft es dann auch seine frisch angetraute Ehefrau Marianne, ihn zur Rückkehr nach Ost-Berlin zu bewegen. Am Ende gewinnt er das erste Amateur-Steherrennen in der DDR.

## Produktion und Veröffentlichung
Der Schwarzweißfilm wurde unter dem Arbeitstitel Sein großer Start gedreht. Er entstand im Atelier Berlin-Johannisthal mit Außenaufnahmen aus Dresden sowie Chemnitz und Umgebung und hatte am 8. August im Berliner Kino Babylon und im DEFA-Filmtheater Kastanienallee seine Premiere. Die Rennszenen wurden auf der Radrennbahn von Chemnitz gedreht. Die Fernseh-Erstausstrahlung erfolgte im Programm des Deutschen Fernsehfunks am 16. April 1955.

## Hintergrund
Vor der jeweiligen Uraufführung wurden DDR-Filme meist von Kommissionen auf die korrekte Ideologie überprüft. In der Folge kam es häufig zu Nachaufnahmen. So passierte es, dass Filme meistens Monate und manchmal länger als ein Jahr nicht zur Uraufführung freigegeben wurden. Auch in diesem Film gab es bei der Handlung eine nachträgliche Korrektur:

„In ‚Sein großer Sieg‘ mußte Claus Holm als Radrennfahrer wegen Achsenbruchs aufgeben. ‚Soll das Rad vielleicht aus der DDR sein?‘, wollte ein aufgebrachter Kulturfunktionär nach der internen Vorführung wissen. Es war nicht zu leugnen, das versagende Fahrzeug entstammte der volkseigenen Fahrradfabrik ‚Komet‘, die im Film eine wichtige Rolle spielt. ‚Mit einem Rad von uns darf so was nicht passieren‘, entschied der Funktionär. Eine den Unfall befriedigend motivierende Szene wurde nachgedreht. Sie zeigt, wie ein westlicher Agent bei Nacht das Rennrad tückisch anfeilt.“

Rolf Ludwig, später einer der populärsten und meistbeschäftigten Schauspieler der DDR hat hier in einer Nebenrolle als Reporter seinen ersten Kinoauftritt. Der Hauptdarsteller Claus Holm wurde in den Rennszenen vom Erfurter Radsportler Rudi Keil gedoubelt.

## Kritiken
In der Neuen Zeit bemerkte Horst J. Nachtweih:

„Dieser Film ist ein Anfang, ist beileibe noch nichts Vollkommenes. Besonders das Drehbuch hat Mängel, die bei einem sorgfältigen Studium der einzelnen Milieus hätten vermieden werden können. Wie hier, benimmt sich doch kein Arbeiter und vor allem kein Betriebsleiter, wenn sie erfahren, daß ihr bester Monteur nach dem Westen gehen will. Auch bei der Braut Marianne wird man den Eindruck nicht los. als ob sie froh wäre, ihren Hans, nun los zu sein. Deutlich wird spürbar, daß man es an Zusammenarbeit mit der werktätigen Bevölkerung hat fehlen lassen oder es doch versäumt hat, die Erfahrungen zugunsten des Filme genügend auszuwerten.“

Das Lexikon des internationalen Films schreibt: 

„Sportlerfilm mit eindeutig propagandistischer Absicht.“